# Kantonsparlament

Stärkste Partei bei der jeweils letzten kantonalen Parlamentswahl (Stand: 14. Mai 2023)
Schweizerische Volkspartei
FDP.Die Liberalen
Sozialdemokratische Partei
Die Mitte
keine Parteien

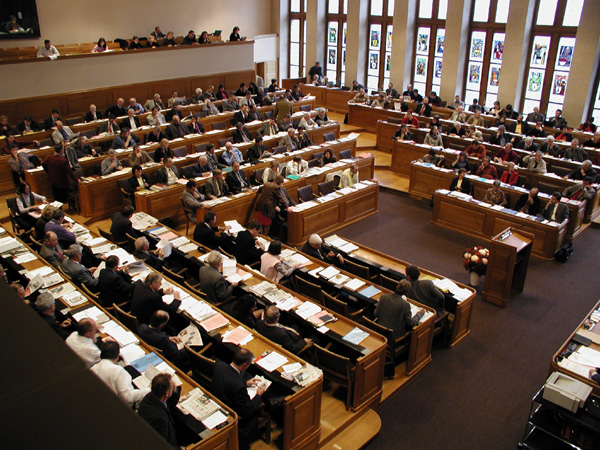
Session des Grossen Rates im Berner Rathaus

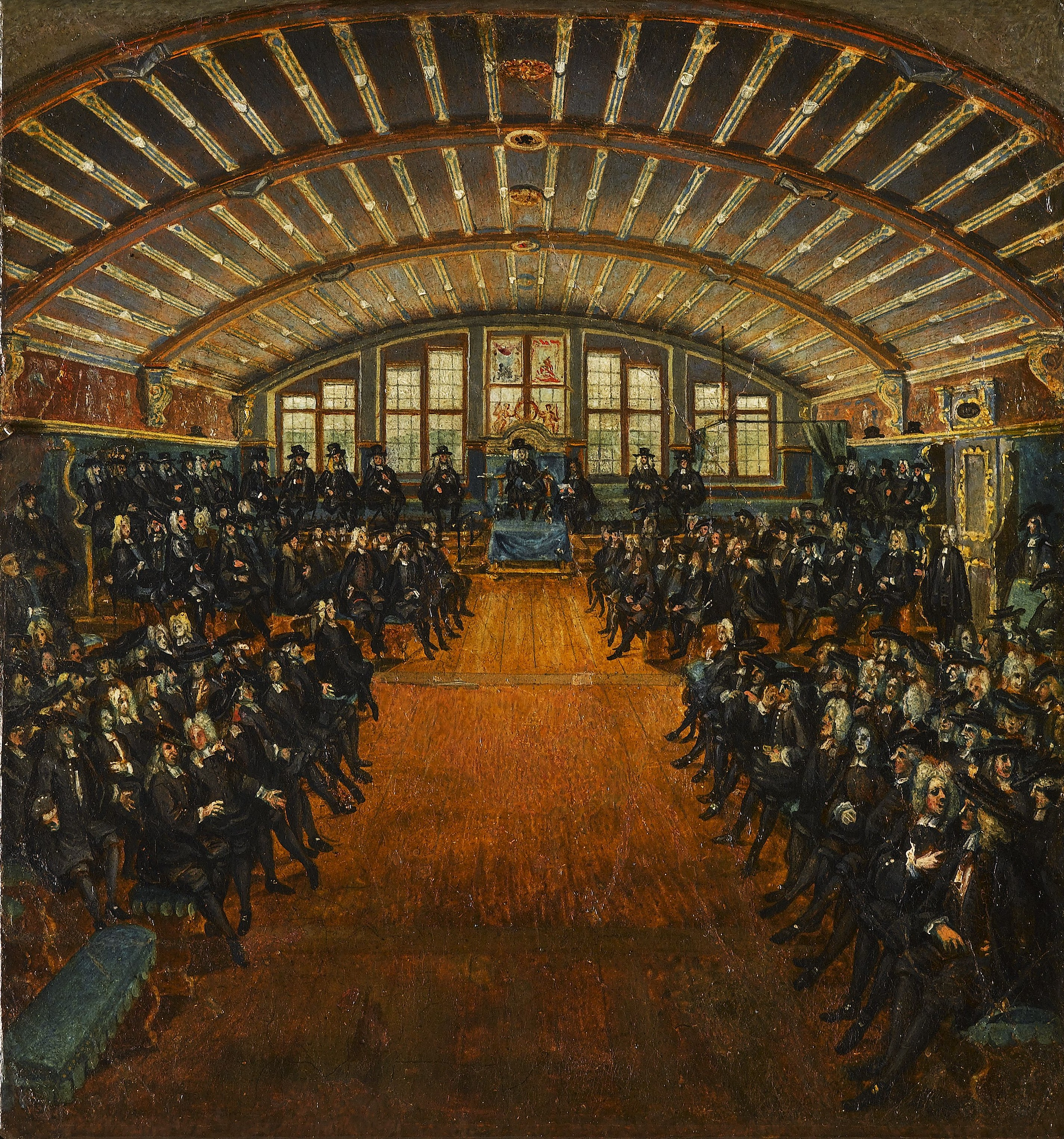
Der Grosse Rat von Bern (1735)

Kantonsparlamente sind die Parlamente bzw. Legislativen der Kantone der Schweizerischen Eidgenossenschaft. Alle Kantonsparlamente sind Milizparlamente.

## Staatsrecht

### Bezeichnungen
Die Bezeichnung des Parlaments lautet von Kanton zu Kanton unterschiedlich:
- Grosser Rat (französisch: Grand Conseil, italienisch: Gran Consiglio, rätoromanisch: Cussegl grond) heisst es in den Kantonen Aargau, Appenzell Innerrhoden, Basel-Stadt, Bern, Freiburg, Genf, Graubünden, Neuenburg, Tessin, Thurgau, Waadt und Wallis. Die Mitglieder des Grossen Rates werden in der Deutschschweiz mit Grossrat bzw. Grossrätin betitelt (mit Ausnahme des Kantons Thurgau, wo sie abweichend Kantonsrätin bzw. Kantonsrat genannt werden). In der französischsprachigen Schweiz lautet der Titel Député (Abgeordneter).

- Kantonsrat heisst es in den Kantonen Appenzell Ausserrhoden, Luzern, Obwalden, Schaffhausen, Schwyz, Solothurn, St. Gallen, Zug und Zürich. Der Begriff kam im 19. Jahrhundert auf; die älteren Bezeichnungen waren Grosser Rat (Umbenennung in Solothurn 1840, in Zürich 1869, in Zug 1873, in Appenzell Ausserrhoden 1876, in Schaffhausen 2002, in St. Gallen 2003, in Luzern 2008) und Landrat (Umbenennung in Schwyz 1833, in Obwalden 1867).[2]
- Landrat heisst es in den Kantonen Basel-Landschaft, Glarus, Nidwalden und Uri.
- Parlament (französisch: Parlement) heisst es im Kanton Jura (seit der Kantonsgründung).

### Zuständigkeit
Die Kantonsparlamente sind mit der Verfassung- und Gesetzgebung in denjenigen Bereichen betraut, die nicht in die Kompetenz des Bundes fallen. Diese Kompetenz teilen sie allerdings mit dem Volk, das über Volksinitiative, Referendum und Volksabstimmung an der Gesetzgebung teilhat. In vielen Kantonen kann das Parlament überdies Reglemente, Verordnungen oder Dekrete erlassen, die je nach Rechtsordnung teils dem Referendum unterliegen, teils diesem entzogen sind.
Neben der Gesetzgebung umfassen seine Aufgaben die Oberaufsicht über die kantonale Verwaltung, Regierung und Justiz sowie die Beschlussfassung über das kantonale Budget und die Staatsrechnung. Als Wahlkörper wählt es sodann in den meisten Kantonen Richter, je nach Kanton alle oder nur diejenigen der oberen Justizbehörden; in einigen Kantonen wählen die Parlamente auch den Regierungspräsidenten und dessen Stellvertreter.

### Wahl

#### Legislaturperiode und Wahlsystem
Ein Kantonsparlament wird in der Regel alle vier Jahre gewählt. Ausnahmen bilden die Kantone Freiburg, Waadt (seit 2002), Jura (seit 2010) und Genf (seit 2013), in denen die Grossräte bzw. Abgeordneten auf fünf Jahre vom Volk gewählt werden. Kantone, die noch im späteren 20. Jahrhundert kürzere Legislaturen kannten, waren Appenzell Ausserrhoden und Graubünden mit drei bzw. zwei Jahren.
Die Wahlen finden fast überall gemäss dem Proporzwahlsystem statt. Ausnahmen bilden die Kantone Appenzell Ausserrhoden und Appenzell Innerrhoden, deren Kantonsparlamente im Majorzwahlsystem gewählt werden. In Appenzell Ausserrhoden haben die Gemeinden, die jeweils einen eigenen Wahlkreis darstellen, allerdings die Kompetenz, zum Proporzwahlsystem überzugehen, wovon Herisau im Jahr 2000 Gebrauch gemacht hat. In Uri wählt die Mehrheit der Gemeinden nach dem Majorzsystem, die vier grössten jedoch nach Proporz. Im Kanton Basel-Stadt wählt der Einerwahlkreis Bettingen de facto nach Majorz, jedoch mit relativem Mehr und ohne zweiten Wahlgang (wie Einerwahlkreise im Nationalrat). Die Wahlen sind überall geheim, einzig die Abgeordneten des «Inneren Landes» von Appenzell Ausserrhoden werden an den Bezirksgemeinden mit Handmehr bestimmt.
Von den 25 Kantonen, in denen (zumindest in Teilgebieten) ein Proporzwahlsystem vorherrscht, kennen drei Kantone (Tessin, Neuenburg und Genf) keine Wahlkreise, jedoch garantiert Neuenburg den vier «Wahlregionen» eine gewisse Mindestsitzzahl. Von den übrigen Kantonen wenden neun (ZH, UR, SZ, NW, ZG, SH, GR, AG und VS) das 2006 in Zürich erstmals erprobte doppeltproportionale Zuteilungsverfahren («Doppelter Pukelsheim») an, das sowohl bei der «Oberzuteilung» (Kantonsebene bzw. Wahlkreisebene im Wallis und Gesamtheit der Proporzgemeinden in Uri) als auch bei der «Unterzuteilung» (Wahlkreisebene bzw. Unterwahlkreisebene im Wallis) eine proportionale Sitzverteilung vorsieht. Der Kanton Basel-Landschaft kennt ein ähnliches zweistufiges Verfahren, das auf Regionen und Wahlkreise angewandt wird.
In allen anderen Kantonen (BE, LU, OW, GL, FR, SO, BS, AR, SG, TG, VD und JU) erfolgt die Sitzverteilung ausschliesslich auf Wahlkreisebene, das Gesamtstimmenergebnis auf kantonaler Ebene spielt also keine unmittelbare Rolle. Dies gilt genauso für den Kanton Appenzell Innerrhoden, der ausschliesslich nach Majorz wählt, und die Kantone mit zweistufigen Verfahren, die jedoch die Oberzuteilung nicht auf Kantonsebene anwenden (VS, UR, BL). Um auch in kleineren Proporzwahlkreisen (wo zehn Prozent der Stimmen nicht für einen Sitz reichen) eine proportionale Sitzverteilung zu gewährleisten (die natürliche Sperrklausel zu senken), wie dies nach Rechtsprechung des Bundesgerichts verlangt wird, werden in den Kantonen Luzern und Freiburg kleinere Wahlkreise zu «Wahlkreisverbünden» zusammengelegt, auf deren Ebene eine «Oberzuteilung» erfolgt. Auf ähnliche Weise werden im Kanton Waadt einige Wahlkreise als Unterwahlkreise bezeichnet, die einem grösseren Wahlkreis angehören.
Mit Ausnahme der Kantone mit Doppelproporz nach Pukelsheim und der Kantone Tessin und Waadt (Hare/Niemeyer-Verfahren) sowie Basel-Stadt (Sainte-Laguë-Verfahren) wenden alle Proporzkantone, wie der Bund, das im 19. Jahrhundert entwickelte Hagenbach-Bischoff-Verfahren zur Sitzverteilung an.
Als bislang einziger Kanton hat Glarus 2007 das aktive Wahlrecht ab 16 Jahren eingeführt.
Im Kanton Schaffhausen herrscht Wahlpflicht.
| Kanton                 | Parlament   | Wahlperiode (Jahre) | Wahlalter (aktiv/passiv) | Mandate | Wahlsystem                                  | Wahlkreise | Sperrklausel                                        | Listenverbindungen | Sitzzuteilungsverfahren                                      |
| ---------------------- | ----------- | ------------------- | ------------------------ | ------- | ------------------------------------------- | ---------- | --------------------------------------------------- | ------------------ | ------------------------------------------------------------ |
| Zürich                 | Kantonsrat  | 4                   | 18/18                    | 180     | Proporz                                     | 18         | 5 % in mind. einem Wahlkreis oder 3 % kantonsweit   | nein               | Doppeltproportionales Zuteilungsverfahren                    |
| Bern                   | Grosser Rat | 4                   | 18/18                    | 160     | Proporz                                     | 9          | keine                                               | ja                 | Hagenbach-Bischoff                                           |
| Luzern                 | Kantonsrat  | 4                   | 18/18                    | 120     | Proporz                                     | 5 / 6      | keine                                               | ja                 | Hagenbach-Bischoff                                           |
| Uri                    | Landrat     | 4                   | 18/18                    | 064     | Majorz (16 Gemeinden) Proporz (4 Gemeinden) | 20         | keine                                               | nein               | Doppeltproportionales Zuteilungsverfahren (Proporzgemeinden) |
| Schwyz                 | Kantonsrat  | 4                   | 18/18                    | 100     | Proporz                                     | 30         | 1 %                                                 | nein               | Doppeltproportionales Zuteilungsverfahren                    |
| Obwalden               | Kantonsrat  | 4                   | 18/18                    | 055     | Proporz                                     | 7          | keine                                               | ja                 | Hagenbach-Bischoff                                           |
| Nidwalden              | Landrat     | 4                   | 18/18                    | 060     | Proporz                                     | 11         | keine                                               | nein               | Doppeltproportionales Zuteilungsverfahren                    |
| Glarus                 | Landrat     | 4                   | 16/18                    | 060     | Proporz                                     | 3          | keine                                               | ja                 | Sainte-Laguë                                                 |
| Zug                    | Kantonsrat  | 4                   | 18/18                    | 080     | Proporz                                     | 11         | 5 % in mind. einem Wahlkreis oder 3 % kantonsweit   | nein               | Doppeltproportionales Zuteilungsverfahren                    |
| Freiburg               | Grosser Rat | 5                   | 18/18                    | 110     | Proporz                                     | 7 / 8      | keine                                               | nein               | Hagenbach-Bischoff                                           |
| Solothurn              | Kantonsrat  | 4                   | 18/18                    | 100     | Proporz                                     | 5          | keine                                               | ja                 | Hagenbach-Bischoff                                           |
| Basel-Stadt            | Grosser Rat | 4                   | 18/18                    | 100     | Proporz 1                                   | 5          | keine                                               | nein               | Sainte-Laguë                                                 |
| Basel-Landschaft       | Landrat     | 4                   | 18/18                    | 090     | Proporz                                     | 4 / 12     | keine                                               | nein               | Hagenbach-Bischoff                                           |
| Schaffhausen           | Kantonsrat  | 4                   | 18/18                    | 060     | Proporz                                     | 6          | keine                                               | nein               | Doppeltproportionales Zuteilungsverfahren                    |
| Appenzell Ausserrhoden | Kantonsrat  | 4                   | 18/18                    | 065     | Majorz (19 Gemeinden) Proporz (1 Gemeinde)  | 20         | keine                                               | ja                 | Hagenbach-Bischoff (Proporzgemeinde)                         |
| Appenzell Innerrhoden  | Grosser Rat | 4                   | 18/18                    | 050     | Majorz                                      | 5          | –                                                   | –                  | –                                                            |
| St. Gallen             | Kantonsrat  | 4                   | 18/18                    | 120     | Proporz                                     | 8          | keine                                               | ja 2               | Hagenbach-Bischoff                                           |
| Graubünden 3           | Grosser Rat | 4                   | 18/18                    | 120     | Proporz                                     | 39         | 3 %                                                 | nein               | Doppeltproportionales Zuteilungsverfahren                    |
| Aargau                 | Grosser Rat | 4                   | 18/18                    | 140     | Proporz                                     | 11         | 5 % in mind. einem Wahlkreis oder 3 % kantonsweit   | nein               | Doppeltproportionales Zuteilungsverfahren                    |
| Thurgau                | Grosser Rat | 4                   | 18/18                    | 130     | Proporz                                     | 5          | keine                                               | ja                 | Hagenbach-Bischoff                                           |
| Tessin                 | Grosser Rat | 4                   | 18/18                    | 090     | Proporz                                     | keine      | 1/90 der Stimmen (~1,1 %)                           | nein               | Hare/Niemeyer                                                |
| Waadt                  | Grosser Rat | 5                   | 18/18                    | 150     | Proporz                                     | 10 / 13    | 5 % im jew. Wahlkreis                               | ja                 | Hare/Niemeyer                                                |
| Wallis                 | Grosser Rat | 4                   | 18/18                    | 130     | Proporz                                     | 6 / 14     | Im jew. Wahlkreis 8 % in mind. einem Unterwahlkreis | nein               | Doppeltproportionales Zuteilungsverfahren                    |
| Neuenburg              | Grosser Rat | 4                   | 18/18                    | 100     | Proporz                                     | keine 4    | 3 %                                                 | nein               | Hagenbach-Bischoff                                           |
| Genf                   | Grosser Rat | 5                   | 18/18                    | 100     | Proporz                                     | keine      | 7 %                                                 | ja                 | Hagenbach-Bischoff                                           |
| Jura                   | Parlament   | 5                   | 18/18                    | 060     | Proporz                                     | 3          | keine                                               | nein               | Hagenbach-Bischoff                                           |

#### Abberufungsrecht
Seit dem 19. Jahrhundert kann nach den Grundsätzen der Demokratischen Bewegung das Kantonsparlament in mehreren Kantonen mittels Volksinitiative vorzeitig abberufen werden. Diesem Recht kommt faktisch kaum Bedeutung zu, da die ordentlichen Legislaturperioden mit meist vier Jahren nicht übermässig lang sind. Entsprechende Initiativen wurden denn auch nur ganz selten ergriffen und scheiterten jedes Mal in der Volksabstimmung.
Die benötigten Unterschriftenzahlen sind:
- im Kanton Bern (Recht eingeführt 1869) mindestens 30'000 Unterschriften;
- im Kanton Uri (Recht eingeführt 1888) mindestens 600 Unterschriften;
- im Kanton Schaffhausen (Recht eingeführt 1876) mindestens 100 Unterschriften;
- im Kanton Solothurn (Recht eingeführt 1869) mindestens 6000 Unterschriften;
- im Kanton Thurgau (Recht eingeführt 1869) mindestens 20'000 Unterschriften.

Anlässlich jüngerer Totalrevisionen der Kantonsverfassungen wurde das Abberufungsrecht in verschiedenen Kantonen wieder abgeschafft, nämlich im Kanton Aargau 1980, im Kanton Basel-Landschaft 1984 und im Kanton Luzern 2008.

## Aktuelle Zusammensetzung

### Übersicht
Die nachfolgende Übersicht zeigt die Wahlergebnisse der wichtigsten Parteien (nach der Gesamtzahl der Sitze sortiert) in Prozent sowie die Anzahl der gewonnenen Sitze in Klammern bei der letzten Wahl mit Stand vom 27. April 2021. Resultate von Mischlisten werden auf die beteiligten Parteien aufgeteilt gemäss der Stimmenzahl der einzelnen Kandidaten und ihrer jeweiligen Parteizugehörigkeit. Ihrer nationalen Parteizugehörigkeit entsprechend werden die LDP Basel-Stadt zur FDP, die CSPO zur CVP und die PSA zur SP gezählt. In der Spalte Linke finden sich die Ergebnisse der kleinen Linksaussenparteien. Alle weiteren Parteien, die Sitze gewonnen haben, sind unter Weitere aufgeführt, die übrigen Parteien ohne Sitzgewinn sind als Sonst. zusammengefasst.
Siehe auch: Frauenanteile der Kantonsparlamente ab 1971.
| Zürich | 180 | 12. Feb. 2023 | 15,9 (29) | 24,9 (46) | 19,3 (36) | 06,0 (11)   | 10,4 (19)  | 12,8 (24) | 03,9 0(7) | 01,9 0(3)   | AL 2,6 (5), PdA 0,1 (0)                            | Sonst. 2,2                                                       |
| Bern | 160 | 27. März 2022 | 11,3 (18) | 25,8 (44) | 19,5 (34) | 07,4 (12)   | 12,7 (19)  | 09,8 (16) | 05,6 0(9) | 04,1 0(6)   | AL 0,6 (1), PdA 0,2 (0)                            | Bürgerliche Stadt- und Landliste 0,6 (1), Sonst. 2,7             |
| Luzern | 120 | 2. Apr. 2023  | 17,9 (22) | 23,1 (27) | 14,1 (19) | 27,3 (32)   | 10,2 0(12) | 07,3 0(8) | 00,1 0(0) | n. a.       | n. a.                                              | Sonst. 0,03                                                      |
| Uri | 064 | 3. März 2024  | 17,8 (12) | 23,6 (17) | 10,7 0(4) | 31,3 (22)   | 05,0 0(2)  | 08,6 0(3) | n. a.     | n. a.       | n. a.                                              | Parteilose 2,9 (4)                                               |
| Schwyz | 100 | 3. März 2024  | 17,8 (19) | 38,3 (38) | 12,4 (14) | 23,0 (23)   | 01,3 (1) b | 04,7 0(5) | 00,2 0(0) | 00,2 0(0)   | n. a.                                              | Parteilose 1,1 (1) b                                             |
| Obwalden | 055 | 13. März 2022 | 17,9 (11) | 25,6 (13) | 12,5 0(6) | 28,1 (19)   | n. a.      | 06,0 0(2) | n. a.     | n. a.       | n. a.                                              | CSP OW 9,9 (4)                                                   |
| Nidwalden | 060 | 13. März 2022 | 26,3 (16) | 24,3 (15) | 03,0 0(2) | 25,9 (15)   | 11,2 0(7)  | 08,0 0(5) | n. a.     | n. a.       | n. a.                                              | Sonst. 1,3                                                       |
| Glarus | 060 | 15. Mai 2022  | 19,2 (11) | 30,3 (18) | 12,2 0(8) | 17,6 (12)   | 13,7 0(8)  | 06,6 0(3) | n. a.     | n. a.       | n. a.                                              | Sonst. 0,4                                                       |
| Zug | 080 | 2. Okt. 2022  | 21,9 (18) | 21,6 (18) | 10,2 0(8) | 24,0 (19)   | 13,0 (10)  | 07,5 0(6) | 00,5 0(0) | n. a.       | n. a.                                              | CSP ZG 0,9 (1), Sonst. 0,4                                       |
| Freiburg | 110 | 7. Nov. 2021  | 19,8 (23) | 17,8 (18) | 18,2 (21) | 22,1 (26)   | 11,3 (13)  | 04,1 0(3) | 00,3 0(0) | 00,2 0(1)   | n. a.                                              | CSP 3,8 (4), Broye 1,3 (1), Sonst. 1,1                           |
| Solothurn | 100 | 9. März 2025  | 20,5 (20) | 25,4 (25) | 18,8 (21) | 17,7 (20)   | 10,2 0(9)  | 05,2 0(4) | 02,3 0(1) | n. a.       | n. a.                                              | n. a.                                                            |
| Basel-Stadt | 100 | 20. Okt. 2024 | 20,3 (19) | 13,3 (12) | 29,2 (31) | 06,7 0(7)   | 11,0 (12)  | 06,8 0(7) | 03,5 0(4) | 00,1 0(0)   | PdA 0,7 (0)                                        | BastA! 6,7 (6), VA 0,5 (1), Sonst. 1,2                           |
| Basel-Landschaft | 090 | 12. Feb. 2023 | 18,0 (17) | 22,9 (21) | 22,0 (20) | 10,9 (10)   | 12,5 (12)  | 08,4 0(6) | 05,2 0(4) | n. a.       | n. a.                                              | Sonst. 0,2                                                       |
| Schaffhausen | 060 | 22. Sep. 2024 | 15,1 (9)  | 35,4 (21) | 25,9 (16) | 03,7 (2)    | 06,0 0(3)  | 07,3 0(5) | 03,2 0(2) | 03,3 0(2)   | n. a.                                              | n. a.                                                            |
| Appenzell Ausserrhoden | 065 | 16. Apr. 2023 | 33,1 (22) | 10,1 0(7) | 15,6 0(9) | 04,4 0(3)   | n. a.      | 05,7 0(2) | 02,4 0(2) | n. a.       | n. a.                                              | Parteilose 29,0 (19)                                             |
| Appenzell Innerrhoden | 050 | 7. Mai 2023   | a         | a         | a         | a           | a          | a         | a         | a           | a                                                  | a                                                                |
| St. Gallen | 120 | 3. März 2024  | 15,7 (19) | 31,5 (42) | 14,9 (18) | 21,9 (27)   | 06,8 0(6)  | 06,5 0(6) | 01,8 0(2) | 00,1 0(0)   | n. a.                                              | Sonst. 0,4                                                       |
| Graubünden | 120 | 15. Mai 2022  | 22,0 (27) | 21,1 (25) | 19,1 (25) | 28,0 (34)   | 03,6 (2)   | 06,1 0(7) | n. a.     | n. a.       | n. a.                                              | n. a.                                                            |
| Aargau | 140 | 20. Okt. 2024 | 15,4 (22) | 33,9 (48) | 16,2 (23) | 12,9 (18)   | 07,4 (10)  | 08,2 (11) | 03,9 0(5) | 01,8 0(3)   | n. a.                                              | Sonst. 0,4                                                       |
| Thurgau | 130 | 7. Apr. 2024  | 12,7 (17) | 32,5 (42) | 12,1 (18) | 15,2 (21)   | 08,8 (13)  | 06,4 0(6) | 04,9 0(6) | 04,7 0(5)   | n. a.                                              | Aufrecht 2,1 (1), Sonst. 0,5                                     |
| Tessin | 090 | 2. Apr. 2023  | 23,8 (21) | 10,3 0(9) | 13,3 (12) | 17,5 (16)   | 05,4 0(5)  | 01,6 0(2) | 00,0 0(0) | 00,0 0(0)   | PC-PdA 1,9 (2), MPS 1,7 (2)                        | Lega 15,0 (14), ATL 3,7 (3), HET 2,3 (2), PD 2,0 (2), Sonst. 1,7 |
| Waadt | 150 | 20. März 2022 | 31,3 (50) | 14,9 (23) | 20,1 (32) | 02,0 0(0)   | 15,3 (25)  | 08,3 (11) | 00,3 0(0) | 00,4 0(0) b | PdA 1,9 (3), DA 1,0 (2), Sol. 0,8 (1), S&E 0,8 (1) | LL 1,5 (2), Sonst. 1,5                                           |
| Wallis | 130 | 2. März 2025  | 18,1 (27) | 19,5 (26) | 12,5 (19) | 40,3 (49)   | 06,0 0(8)  | 01,1 0(0) | n. a.     | n. a.       | EA 2,4 (1)                                         | n. a.                                                            |
| Neuenburg | 115 | 23. März 2025 | 28,2 (30) | 11,5 (12) | 25,2 (27) | 03,2 0(3)   | 14,6 (15)  | 05,6 0(5) | n. a.     | 00,6 0(0)   | PdA 7,6 (8), Sol. 3,0 (0)                          | Sonst. 0,5                                                       |
| Genf | 100 | 2. Apr. 2023  | 19,0 (22) | 10,7 (12) | 14,7 (18) | 07,9 0(9)   | 12,9 (15)  | 06,6 0(0) | n. a.     | n. a.       | EàG (Sol., DAL, PdA) 3,6 (0), EàG (LUP) 3,1 (0)    | MCG 11,7 (14), LJS 8,5 (10), Sonst. 1,4                          |
| Jura | 060 | 18. Okt. 2020 | 13,5 0(8) | 10,4 0(7) | 20,2 (13) | 24,4 (15) c | 11,5 0(7)  | 04,5 0(2) | 00,6 0(0) | 00,5 0(0) b | CS-POP 3,6 (2)                                     | CSP 10,3 (6), Sonst. 0,5                                         |
| Legende: a Im Kanton Appenzell Innerrhoden ist die allfällige Parteizugehörigkeit der Grossräte nicht bekannt. b Keine eigenen Listen, nur Kandidaturen auf Mischlisten oder Listen anderer Parteien ohne Erwähnung in der Listenbezeichnung. c Wahlergebnis der CVP vor der Fusion mit der BDP. Partei im Parlament vertreten Partei nicht im Parlament vertretenn. a. – nicht angetreten |     |               |           |           |           |             |            |           |           |             |                                                    |                                                                  |

Die nachfolgende Liste ist nach Kantonsnummer und Festlegung in Art. 1 der Bundesverfassung sortiert. (Mit Ausnahme der Kantone Zürich, Bern und Luzern (die immer an erster Stelle stehen) entspricht die Reihenfolge auch dem Beitrittsjahr der Kantone zur Eidgenossenschaft. Näheres zur Reihenfolge ist im Artikel über die Kantone nachzulesen.)

### Zürich
| Statistik             | Statistik        |
| --------------------- | ---------------- |
| Anzahl Sitze          | 180              |
| Letzte Wahl           | 12. Februar 2023 |
| Legislaturperiode     | 2023–2027        |
| Wahlberechtigte       | 929'203          |
| Abgegebene Wahlzettel | 324'405          |
| Wahlbeteiligung       | 34,91 %          |

| Partei                                  | Prozent (2023) | Sitze |
| --------------------------------------- | -------------- | ----- |
| Schweizerische Volkspartei (SVP)        | 24,92 %        | 46    |
| Sozialdemokratische Partei (SP)         | 19,32 %        | 36    |
| FDP.Die Liberalen (FDP)                 | 15,86 %        | 29    |
| Grünliberale Partei (glp)               | 12,75 %        | 24    |
| Grüne                                   | 10,43 %        | 19    |
| Die Mitte                               | 6,03 %         | 11    |
| Evangelische Volkspartei (EVP)          | 3,86 %         | 7     |
| Alternative Liste (AL)                  | 2,62 %         | 5     |
| Aufrecht/Freie Liste (AuFL)             | 2,15 %         | –     |
| Eidgenössisch-Demokratische Union (EDU) | 1,89 %         | 3     |
| Partei der Arbeit (PdA)                 | 0,14 %         | –     |
| Ja zu einem Wachstumsstopp (Stopp)      | 0,02 %         | –     |
| SansPapierPolitiques (SaPaPo)           | 0,02 %         | –     |

### Bern
| Statistik             | Statistik     |
| --------------------- | ------------- |
| Anzahl Sitze          | 160           |
| Letzte Wahl           | 27. März 2022 |
| Legislaturperiode     | 2022–2026     |
| Wahlberechtigte       | ?             |
| Abgegebene Wahlzettel | ?             |
| Wahlbeteiligung       | 31,90 %       |

| Partei                                                   | Prozent (2022) | Sitze |
| -------------------------------------------------------- | -------------- | ----- |
| Schweizerische Volkspartei (SVP)                         | 25,83 %        | 44    |
| Sozialdemokratische Partei (SP)                          | 18,89 %        | 32    |
| Grüne Kanton Bern                                        | 12,65 %        | 19    |
| FDP.Die Liberalen (FDP)                                  | 11,26 %        | 18    |
| Grünliberale Partei (glp)                                | 9,81 %         | 16    |
| Die Mitte                                                | 7,35 %         | 12    |
| Evangelische Volkspartei (EVP)                           | 5,57 %         | 9     |
| Eidgenössisch-Demokratische Union (EDU) BE1              | 4,15 %         | 6     |
| Aufrecht                                                 | 1,92 %         | –     |
| Parti socialiste autonome / Ensemble socialiste (PSA/ES) | 0,63 %         | 2     |
| Alternative Linke (Bern) (AL)                            | 0,63 %         | 1     |
| Bürgerliche Stadt- und Landliste                         | 0,55 %         | 1     |
| Partei der Arbeit                                        | 0,16 %         | –     |
| «Parteilose»                                             | 0,16 %         | –     |
| Schweizer Demokraten                                     | 0,14 %         | –     |
| Piratenpartei                                            | 0,14 %         | –     |
| Demokratische Bewegung                                   | 0,11 %         | –     |
| Parti Vert Alternatif (Grün alternative Partei)          | 0,02 %         | –     |

### Luzern
| Statistik             | Statistik     |
| --------------------- | ------------- |
| Anzahl Sitze          | 120           |
| Letzte Wahl           | 2. April 2023 |
| Legislaturperiode     | 2023–2027     |
| Wahlberechtigte       | 278'302       |
| Abgegebene Wahlzettel | 112'213       |
| Wahlbeteiligung       | 40,3 %        |

| Partei                                     | Prozent (2019) | Sitze |
| ------------------------------------------ | -------------- | ----- |
| Die Mitte                                  | 27,31 %        | 32    |
| Schweizerische Volkspartei (SVP)           | 23,05 %        | 27    |
| FDP.Die Liberalen (FDP)                    | 17,88 %        | 22    |
| Sozialdemokratische Partei (SP)            | 14,14 %        | 19    |
| Grüne                                      | 10,24 %        | 12    |
| Grünliberale Partei (glp)                  | 7,25 %         | 8     |
| Evangelische Volkspartei der Schweiz (EVP) | 0,10 %         | –     |

### Uri
| Statistik         | Statistik      |
| ----------------- | -------------- |
| Anzahl Sitze      | 64             |
| Letzte Wahl       | 21. April 2024 |
| Legislaturperiode | 2024–2028      |
| Wahlbeteiligung   | 54,57 %        |

| Liste                                               | Prozent (2024) | Sitze |
| --------------------------------------------------- | -------------- | ----- |
| Die Mitte                                           | 31,33 %        | 22    |
| Schweizerische Volkspartei (SVP)                    | 23,62 %        | 17    |
| Gemeinsame Liste SP, Grüne, JUSO, Gewerkschaftsbund | 18,62 %        | 10    |
| FDP.Die Liberalen (FDP)                             | 17,82 %        | 12    |
| Grünliberale Partei (GLP)                           | 8,61 %         | 3     |

### Schwyz
| Statistik         | Statistik    |
| ----------------- | ------------ |
| Anzahl Sitze      | 100          |
| Letzte Wahl       | 3. März 2024 |
| Legislaturperiode | 2024–2028    |
| Wahlberechtigte   | 108'075      |
| Wählerzahl        | 55'792       |
| Wahlbeteiligung   | 51,62 %      |

| Partei                                                                    | Prozent (2024) | Sitze |
| ------------------------------------------------------------------------- | -------------- | ----- |
| Schweizerische Volkspartei (SVP)                                          | 38,3 %         | 38    |
| Die Mitte                                                                 | 23,0 %         | 23    |
| FDP.Die Liberalen (FDP)                                                   | 18,8 %         | 19    |
| Sozialdemokratische Partei (SP), Grüne und Unabhängige (gemeinsame Liste) | 14,7 %         | 15    |
| Grünliberale Partei (glp)                                                 | 4,7 %          | 5     |

### Obwalden
| Statistik             | Statistik            |
| --------------------- | -------------------- |
| Anzahl Sitze          | 55                   |
| Amtsjahr              | 1. Juli bis 30. Juni |
| Letzte Wahl           | 13. März 2022        |
| Legislaturperiode     | 2022–2026            |
| Wahlberechtigte       | 26'761               |
| Abgegebene Wahlzettel | 11'829               |
| Wahlbeteiligung       | 44,20 %              |

| Partei                                               | Prozent (2022) | Sitze |
| ---------------------------------------------------- | -------------- | ----- |
| Die Mitte                                            | 28,09 %        | 19    |
| Schweizerische Volkspartei (SVP)                     | 25,56 %        | 13    |
| FDP.Die Liberalen (FDP)                              | 17,94 %        | 11    |
| Sozialdemokratische Partei (SP) & Juso               | 12,51 %        | 6     |
| CSP Obwalden (ohne Verbindung zur CSP-Schweiz) (CSP) | 9,90 %         | 4     |
| Grünliberale Partei (glp)                            | 5,96 %         | 2     |

### Nidwalden
| Statistik             | Statistik            |
| --------------------- | -------------------- |
| Anzahl Sitze          | 60                   |
| Amtsjahr              | 1. Juli bis 30. Juni |
| Letzte Wahl           | 13. März 2022        |
| Legislaturperiode     | 2022–2026            |
| Wahlberechtigte       | 31’164               |
| Abgegebene Wahlzettel | 15'047               |
| Wahlbeteiligung       | 48,28 %              |

| Partei                           | Prozent (2022) | Sitze |
| -------------------------------- | -------------- | ----- |
| FDP.Die Liberalen (FDP)          | 26,3 %         | 16    |
| Die Mitte                        | 25,9 %         | 15    |
| Schweizerische Volkspartei (SVP) | 24,3 %         | 15    |
| Grüne Nidwalden                  | 11,2 %         | 7     |
| Grünliberale Partei (glp)        | 8,0 %          | 5     |
| Sozialdemokratische Partei (SP)  | 3,0 %          | 2     |
| P. Nemitz                        | 0,8 %          | –     |
| Aufrecht                         | 0,5 %          | –     |

### Glarus
| Statistik             | Statistik    |
| --------------------- | ------------ |
| Anzahl Sitze          | 60           |
| Letzte Wahl           | 15. Mai 2022 |
| Legislaturperiode     | 2022–2026    |
| Wahlberechtigte       | ?            |
| Abgegebene Wahlzettel | ?            |
| Wahlbeteiligung       | 34,77 %      |

| Partei                                | Prozent (2022) | Sitze |
| ------------------------------------- | -------------- | ----- |
| Schweizerische Volkspartei (SVP)      | 30,3 %         | 18    |
| Die Mitte                             | 18,6 %         | 12    |
| Freisinnig-Demokratische Partei (FDP) | 18,1 %         | 11    |
| Grüne                                 | 13,1 %         | 8     |
| Sozialdemokratische Partei (SP)       | 12,5 %         | 8     |
| Grünliberale Partei (glp)             | 7,0 %          | 3     |

### Zug
| Statistik             | Statistik       |
| --------------------- | --------------- |
| Anzahl Sitze          | 80              |
| Letzte Wahl           | 2. Oktober 2022 |
| Legislaturperiode     | 2022–2025       |
| Wahlberechtigte       |                 |
| Abgegebene Wahlzettel |                 |
| Wahlbeteiligung       | 44,0 %          |

| Partei                                                              | Prozent (2022) | Sitze  |
| ------------------------------------------------------------------- | -------------- | ------ |
| Die Mitte                                                           | 24,0 %         | 19     |
| FDP.Die Liberalen (FDP)                                             | 21,9 %         | 18     |
| Schweizerische Volkspartei (SVP)                                    | 21,6 %         | 18     |
| Gemeinsame Liste Grüne, Christlich-Soziale, Junge Alternative (ALG) | 13,9 %         | 11 ZG1 |
| Sozialdemokratische Partei (SP)                                     | 10,2 %         | 8      |
| Grünliberale Partei (glp)                                           | 7,5 %          | 6      |
| Evangelische Volkspartei (EVP)                                      | 0,5 %          | 0      |
| Aufrecht Zug                                                        | 0,4 %          | 0      |

### Freiburg
| Statistik             | Statistik        |
| --------------------- | ---------------- |
| Anzahl Sitze          | 110              |
| Letzte Wahl           | 7. November 2021 |
| Legislaturperiode     | 2021–2026        |
| Wahlberechtigte       | 210'726          |
| Abgegebene Wahlzettel | 79'715           |
| Wahlbeteiligung       | 37,83 %          |

| Partei                                              | Prozent (2021) | Sitze |
| --------------------------------------------------- | -------------- | ----- |
| Die Mitte                                           | 22,12 %        | 26    |
| FDP.Die Liberalen (FDP)                             | 19,79 %        | 23    |
| Sozialdemokratische Partei (SP)                     | 18,23 %        | 21    |
| Schweizerische Volkspartei (SVP) FR1                | 17,84 %        | 17    |
| Grüne FR2                                           | 11,35 %        | 13    |
| Grünliberale Partei (glp)                           | 4,08 %         | 3     |
| Christlich-soziale Partei (CSP) FR2                 | 3,78 %         | 4     |
| La Broye, c’est vous                                | 1,25 %         | 1     |
| Parteilose Sense                                    | 0,44 %         | –     |
| Parteilose (auf Mischlisten der Grünen und CSP) FR2 | 0,39 %         | –     |
| Evangelische Volkspartei (EVP) FR2                  | 0,28 %         | –     |
| Künstler Partei                                     | 0,20 %         | –     |
| Eidgenössisch-Demokratische Union (EDU) FR1         | 0,15 %         | 1     |
| Forum                                               | 0,10 % FR2     | –     |

### Solothurn
| Statistik             | Statistik    |
| --------------------- | ------------ |
| Anzahl Sitze          | 100          |
| Letzte Wahl           | 9. März 2025 |
| Legislaturperiode     | 2025–2029    |
| Wahlberechtigte       | 183'909      |
| Abgegebene Wahlzettel | 65'724       |
| Wahlbeteiligung       | 35,74 %      |

| Partei                           | Prozent (2025) | Sitze |
| -------------------------------- | -------------- | ----- |
| Schweizerische Volkspartei (SVP) | 25,4 %         | 25    |
| FDP.Die Liberalen (FDP)          | 20,5 %         | 20    |
| Sozialdemokratische Partei (SP)  | 18,8 %         | 21    |
| Die Mitte (Mitte)                | 17,7 %         | 20    |
| Grüne (GPS)                      | 10,2 %         | 9     |
| Grünliberale Partei (glp)        | 5,2 %          | 4     |
| Evangelische Volkspartei (EVP)   | 2,3 %          | 1     |

### Basel-Stadt
| Statistik             | Statistik        |
| --------------------- | ---------------- |
| Anzahl Sitze          | 100              |
| Letzte Wahl           | 20. Oktober 2024 |
| Legislaturperiode     | 2024–2028        |
| Wahlberechtigte       | 103'783          |
| Abgegebene Wahlzettel | 42'886           |
| Wahlbeteiligung       | 41,32 %          |

| Partei                                      | Prozent (2024) | Sitze (2025) |
| ------------------------------------------- | -------------- | ------------ |
| Sozialdemokratische Partei (SP)             | 29,2 %         | 31           |
| Schweizerische Volkspartei (SVP)            | 13,3 %         | 12           |
| Liberaldemokratische Partei (LDP)           | 12,4 %         | 12           |
| Grünes Bündnis (GB)                         | 11,0 %         | 12           |
| FDP.Die Liberalen (FDP)                     | 7,9 %          | 7            |
| Grünliberale Partei (glp)                   | 6,8 %          | 7            |
| Die Mitte                                   | 6,7 %          | 7            |
| Basels starke Alternative (BastA!)          | 6,7 %          | 6            |
| Evangelische Volkspartei (EVP)              | 3,5 %          | 4            |
| Aktives Bettingen                           | 0,8 %          | 1            |
| Partei der Arbeit der Schweiz (PdA)         | 0,7 %          | –            |
| Liste Ausländerstopp (VA)                   | 0,5 %          | 1            |
| Für Soziales und Sport in Kleinbasel (FSSK) | 0,2 %          | –            |
| Eidgenössisch-Demokratische Union (EDU)     | 0,1 %          | –            |
| Ein KUSS für Basel (KUSS)                   | 0,1 %          | –            |

### Basel-Landschaft
| Statistik             | Statistik        |
| --------------------- | ---------------- |
| Anzahl Sitze          | 90               |
| Letzte Wahl           | 12. Februar 2023 |
| Legislaturperiode     | 2023–2027        |
| Wahlberechtigte       | 190'778          |
| Abgegebene Wahlzettel | 65'395           |
| Wahlbeteiligung       | 34,28 %          |

| Partei                           | Prozent (2023) | Sitze |
| -------------------------------- | -------------- | ----- |
| Schweizerische Volkspartei (SVP) | 22,88 %        | 21    |
| Sozialdemokratische Partei (SP)  | 21,96 %        | 20    |
| FDP.Die Liberalen (FDP)          | 18,00 %        | 17    |
| Grüne                            | 12,52 %        | 12    |
| Die Mitte                        | 10,87 %        | 10    |
| Grünliberale Partei (glp)        | 8,36 %         | 6     |
| Evangelische Volkspartei (EVP)   | 5,22 %         | 4     |
| Allschwiler Volkspartei (AVP)    | 0,13 %         | –     |
| Christ-und-Politik.CH (CuP)      | 0,05 %         | –     |

### Schaffhausen
| Statistik             | Statistik          |
| --------------------- | ------------------ |
| Anzahl Sitze          | 60                 |
| Letzte Wahl           | 22. September 2024 |
| Legislaturperiode     | 2024–2028          |
| Wahlberechtigte       | 52’315             |
| Abgegebene Wahlzettel | 28’203             |
| Wahlbeteiligung       | 53,91 %            |

| Partei                                   | Prozent (2024) | Sitze |
| ---------------------------------------- | -------------- | ----- |
| Schweizerische Volkspartei (SVP)         | 26,93 %        | 17    |
| Sozialdemokratische Partei (SP)          | 24,08 %        | 15    |
| FDP.Die Liberalen (FDP)                  | 14,89 %        | 9     |
| Grünliberale Partei (glp)                | 7,33 %         | 5     |
| Grüne Partei Schaffhausen (bis 2017 ÖBS) | 3,68 %         | 2     |
| Die Mitte                                | 3,66 %         | 2     |
| Eidgenössisch-Demokratische Union (EDU)  | 3,31 %         | 2     |
| Evangelische Volkspartei (EVP)           | 3,18 %         | 2     |
| Junge SVP (JSVP)                         | 2,94 %         | 2     |
| Junge Grüne                              | 2,43 %         | 1     |
| SVP Agro                                 | 2,43 %         | 1     |
| SVP KMU                                  | 2,40 %         | 1     |
| Jungsozialist*innen Schweiz (JUSO)       | 1,85 %         | 1     |
| SVP Senioren                             | 0,71 %         | 0     |
| Jungfreisinnige (JFSH)                   | 0,17 %         | 0     |

### Appenzell Ausserrhoden
| Statistik             | Statistik      |
| --------------------- | -------------- |
| Anzahl Sitze          | 65             |
| Letzte Wahl           | 16. April 2023 |
| Legislaturperiode     | 2023–2027      |
| Wahlberechtigte       | −              |
| Abgegebene Wahlzettel | −              |
| Wahlbeteiligung       | 31,4 %         |

Da 19 von 20 Gemeinden im Majorzsysten wählen, sind im Kanton Appenzell Ausserrhoden traditionell viele Parteiunabhängige im Kantonsrat vertreten. Da sich diese danach häufig den unterschiedlichen Fraktionen anschliessen, sind hier die Fraktionssitze und nicht die Parteizugehörigkeiten aufgelistet.
2023 schlossen sich von den 19 Unabhängigen drei der Fraktion der SP und eine der Mitte / GLP / EVP-Fraktion an. Die restlichen 15 bildeten eine eigene Fraktion (PU).
| Fraktion                                | Fraktionssitze (2023) |
| --------------------------------------- | --------------------- |
| FDP.Die Liberalen (FDP)                 | 22                    |
| Gruppierung der Parteiunabhängigen (PU) | 15                    |
| Sozialdemokratische Partei (SP)         | 13                    |
| Schweizerische Volkspartei (SVP)        | 7                     |
| Die Mitte / Grünliberale / EVP          | 8                     |

### Appenzell Innerrhoden
| Statistik             | Statistik |
| --------------------- | --------- |
| Anzahl Sitze          | 50        |
| Letzte Wahl           | −         |
| Legislaturperiode     | 2015–2019 |
| Wahlberechtigte       | −         |
| Abgegebene Wahlzettel | −         |
| Wahlbeteiligung       | −         |

Das Geschäftsreglement des Grossen Rates des Kantons Appenzell Innerrhoden sieht die Bildung von Fraktionen nicht vor, weshalb die Mitglieder des Grossen Rates im Staatskalender ohne Hinweis auf ihre allfällige Parteizugehörigkeit aufgeführt sind.
Hingegen gibt es feste Interessengruppen aus Bauern-, Gewerbe- und Arbeitnehmerkreisen. Trotzdem wahrt das einzelne Ratsmitglied eine relativ grosse Eigenständigkeit.

### St. Gallen
| Statistik             | Statistik    |
| --------------------- | ------------ |
| Anzahl Sitze          | 120          |
| Letzte Wahl           | 3. März 2024 |
| Legislaturperiode     | 2024–2028    |
| Wahlberechtigte       | 320'462      |
| Abgegebene Wahlzettel | 131'134      |
| Wahlbeteiligung       | 40,92 %      |

| Partei                           | Prozent (2020) | Sitze |
| -------------------------------- | -------------- | ----- |
| Schweizerische Volkspartei (SVP) | 31,5 %         | 42    |
| Die Mitte                        | 21,9 %         | 27    |
| FDP.Die Liberalen (FDP)          | 15,7 %         | 19    |
| Sozialdemokratische Partei (SP)  | 14,9 %         | 18    |
| Grüne                            | 6,8 %          | 6     |
| Grünliberale Partei (glp)        | 6,5 %          | 6     |
| Evangelische Volkspartei (EVP)   | 1,8 %          | 2     |

### Graubünden
| Statistik             | Statistik    |
| --------------------- | ------------ |
| Anzahl Sitze          | 120          |
| Letzte Wahl           | 15. Mai 2022 |
| Legislaturperiode     | 2022–2026    |
| Wahlberechtigte       | 141'372      |
| Abgegebene Wahlzettel | 54'237       |
| Wahlbeteiligung       | 38,36 %      |

| Partei                               | Prozent (2022) | Sitze (2022) |
| ------------------------------------ | -------------- | ------------ |
| Die Mitte                            | 27,98 %        | 34           |
| Sozialdemokratische Partei und Grüne | 22,74 %        | 27 GR1       |
| FDP.Die Liberalen                    | 22,03 %        | 27           |
| Schweizerische Volkspartei           | 21,14 %        | 25           |
| Grünliberale Partei                  | 6,11 %         | 7            |

### Aargau
| Statistik             | Statistik        |
| --------------------- | ---------------- |
| Anzahl Sitze          | 140              |
| Letzte Wahl           | 20. Oktober 2024 |
| Legislaturperiode     | 2024–2028        |
| Wahlberechtigte       | 432'840          |
| Abgegebene Wahlzettel | 141'322          |
| Wahlbeteiligung       | 32,65 %          |

| Partei                                    | Prozent (2024) | Sitze (1. Jan. 2025) |
| ----------------------------------------- | -------------- | -------------------- |
| Schweizerische Volkspartei (SVP)          | 33,90 %        | 48                   |
| Sozialdemokratische Partei (SP)           | 16,14 %        | 23                   |
| FDP.Die Liberalen (FDP)                   | 15,35 %        | 22                   |
| Die Mitte                                 | 12,86 %        | 18                   |
| Grünliberale Partei (glp)                 | 8,21 %         | 11                   |
| Grüne                                     | 7,44 %         | 10                   |
| Evangelische Volkspartei (EVP)            | 3,89 %         | 5                    |
| Eidgenössisch-Demokratische Union (EDU)   | 1,81 %         | 3                    |
| Piratenpartei Aargau (PPAG)               | 0,10 %         | –                    |
| Lösungs-Orientierte-Volks-Bewegung (LOVB) | 0,09 %         | –                    |
| Freiheit (Fit)                            | 0,08 %         | –                    |
| MASS-VOLL!                                | 0,06 %         | –                    |
| Musikpartei                               | 0,03 %         | –                    |
| DieBürgerPartei (DBP)                     | 0,03 %         | –                    |
| Neues Bewusstsein (NB)                    | 0,01 %         | –                    |

### Thurgau
| Statistik             | Statistik     |
| --------------------- | ------------- |
| Anzahl Sitze          | 130           |
| Letzte Wahl           | 7. April 2024 |
| Legislaturperiode     | 2024–2028     |
| Wahlberechtigte       | 174'859       |
| Abgegebene Wahlzettel | 53'122        |
| Wahlbeteiligung       | 30,38 %       |

| Partei                                  | Prozent (2024) | Sitze |
| --------------------------------------- | -------------- | ----- |
| Schweizerische Volkspartei (SVP)        | 32,5 %         | 42    |
| Die Mitte                               | 15,2 %         | 21    |
| FDP.Die Liberalen (FDP)                 | 12,7 %         | 17    |
| Sozialdemokratische Partei (SP)         | 12,1 %         | 18    |
| Grüne Partei (GPS)                      | 8,8 %          | 13    |
| Grünliberale Partei (glp)               | 6,4 %          | 6     |
| Evangelische Volkspartei (EVP)          | 4,9 %          | 6     |
| Eidgenössisch-Demokratische Union (EDU) | 4,7 %          | 6     |
| Aufrecht                                | 2,1 %          | 1     |
| Übrige                                  | 0,5 %          | 0     |

### Tessin
| Statistik             | Statistik     |
| --------------------- | ------------- |
| Anzahl Sitze          | 90            |
| Letzte Wahl           | 2. April 2023 |
| Legislaturperiode     | 2023–2027     |
| Wahlberechtigte       | 224'109       |
| Abgegebene Wahlzettel | 125'481       |
| Wahlbeteiligung       | 55,99 %       |

| Partei                                         | Prozent (2023) | Sitze |
| ---------------------------------------------- | -------------- | ----- |
| FDP.Die Liberalen (FDP)                        | 23,76 %        | 21    |
| Die Mitte                                      | 17,46 %        | 16    |
| Lega dei Ticinesi (Lega)                       | 14,95 %        | 14    |
| Sozialdemokratische Partei (SP)                | 13,27 %        | 12    |
| Schweizerische Volkspartei (SVP)               | 10,29 %        | 9     |
| Grüne                                          | 5,42 %         | 5     |
| Avanti con Ticino & Lavoro (ATL)               | 3,67 %         | 3     |
| HelvEthica Ticino (HET)                        | 2,33 %         | 2     |
| Più Donne                                      | 1,96 %         | 2     |
| Partito Comunista – Partei der Arbeit (PC–POP) | 1,94 %         | 2     |
| Movimento per il Socialismo (MPS)              | 1,69 %         | 2     |
| Grünliberale Partei (glp)                      | 1,58 %         | 2     |
| MontagnaViva                                   | 0,84 %         | 0     |
| DIGNITÀ ai PENSIONATI                          | 0,82 %         | 0     |

### Waadt
| Statistik             | Statistik     |
| --------------------- | ------------- |
| Anzahl Sitze          | 150           |
| Letzte Wahl           | 20. März 2022 |
| Legislaturperiode     | 2022–2027     |
| Wahlberechtigte       | 443'973       |
| Abgegebene Wahlzettel | 152'206       |
| Wahlbeteiligung       | 34,28 %       |

| Partei                                                                      | Prozent (2022) | Sitze |
| --------------------------------------------------------------------------- | -------------- | ----- |
| FDP.Die Liberalen (FDP)                                                     | 31,3 %         | 50    |
| Sozialdemokratische Partei der Schweiz (SP)                                 | 20,1 %         | 32    |
| Grüne                                                                       | 15,3 %         | 25    |
| Schweizerische Volkspartei (SVP)                                            | 14,1 %         | 21    |
| Grünliberale Partei (glp)                                                   | 7,5 %          | 10    |
| Zentrumslisten (Les Libres, glp, Die Mitte, EVP, EDU und Parti de Rien) VD1 | 2,9 %          | 3 VD2 |
| Mischlisten PdA und Sol.                                                    | 1,7 %          | 3 VD3 |
| Partei der Arbeit (PdA)                                                     | 1,1 %          | 1     |
| Die Mitte                                                                   | 1,1 %          | –     |
| Décroissance Alternatives (DA)                                              | 1,0 %          | 2     |
| Alliance des Libertés                                                       | 0,9 %          | –     |
| Les Libres                                                                  | 0,9 %          | –     |
| Mischliste SVP und EDU                                                      | 0,8 %          | 2 VD4 |
| Solidarité & Ecologie                                                       | 0,8 %          | 1     |
| Piratenpartei (PPS)                                                         | 0,3 %          | –     |
| Evangelische Volkspartei (EVP)                                              | 0,1 %          | –     |
| Indépendants vaudois                                                        | 0,1 %          | –     |
| Consciences citoyennes                                                      | 0,1 %          | –     |
| L’aurore                                                                    | 0,0 %          | –     |

### Wallis
| Statistik             | Statistik    |
| --------------------- | ------------ |
| Anzahl Sitze          | 130          |
| Letzte Wahl           | 2. März 2025 |
| Legislaturperiode     | 2025–2029    |
| Wahlberechtigte       | 227'214      |
| Abgegebene Wahlzettel | 103'609      |
| Wahlbeteiligung       | 45,60 %      |

| Partei                           | Prozent (2025) | Sitze |
| -------------------------------- | -------------- | ----- |
| Die Mitte (Mitte)                | 40,2 %         | 49    |
| Schweizerische Volkspartei (SVP) | 19,5 %         | 26    |
| FDP. Die Liberalen (FDP)         | 18,1 %         | 27    |
| Sozialdemokratische Partei       | 12,5 %         | 19    |
| Grüne                            | 6,0 %          | 8     |
| Entremont Autrement (EA)         | 2,4 %          | 1     |
| Grünliberale Partei (glp)        | 1,1 %          | 0     |

### Neuenburg
| Statistik             | Statistik     |
| --------------------- | ------------- |
| Anzahl Sitze          | 100           |
| Letzte Wahl           | 23. März 2025 |
| Legislaturperiode     | 2025–2029     |
| Wahlberechtigte       | 139'135       |
| Abgegebene Wahlzettel | 43'980        |
| Wahlbeteiligung       | 31,61 %       |

| Partei                                  | Prozent (2025) | Sitze |
| --------------------------------------- | -------------- | ----- |
| FDP.Die Liberalen (FDP)                 | 28,2 %         | 30    |
| Sozialdemokratische Partei (SP)         | 25,2 %         | 27    |
| Grüne                                   | 14,6 %         | 15    |
| Schweizerische Volkspartei (SVP)        | 11,5 %         | 12    |
| Partei der Arbeit (PdA)                 | 7,6 %          | 8     |
| Grünliberale Partei (glp)               | 5,6 %          | 5     |
| Die Mitte                               | 3,2 %          | 3     |
| Solidarités                             | 3,0 %          | –     |
| Eidgenössisch-Demokratische Union (EDU) | 0,6 %          | –     |
| Modernokratie (Assemblée populaire)     | 0,4 %          | –     |
| Parti Fédéraliste Européen (PFE)        | 0,1 %          | –     |

### Genf
| Statistik             | Statistik     |
| --------------------- | ------------- |
| Anzahl Sitze          | 100           |
| Letzte Wahl           | 2. April 2023 |
| Legislaturperiode     | 2023–2028     |
| Wahlberechtigte       | 275'893       |
| Abgegebene Wahlzettel | 102'459       |
| Wahlbeteiligung       | 37,14 %       |

| Partei                                      | Prozent (2023) | Sitze |
| ------------------------------------------- | -------------- | ----- |
| FDP.Die Liberalen (FDP)                     | 19,02 %        | 22    |
| Sozialdemokratische Partei (SP)             | 14,65 %        | 18    |
| Grüne                                       | 12,93 %        | 15    |
| Mouvement citoyens genevois (MCG)           | 11,72 %        | 14    |
| Schweizerische Volkspartei (SVP)            | 10,69 %        | 12    |
| Libertés et Justice Sociale (LJS)           | 8,45 %         | 10    |
| Die Mitte                                   | 7,88 %         | 9     |
| Grünliberale Partei (GLP)                   | 6,62 %         | –     |
| Ensemble à Gauche: SOL • DAL • PDT          | 3,55 %         | –     |
| Ensemble à Gauche – Liste d’Union Populaire | 3,08 %         | –     |
| Civis                                       | 1,09 %         | –     |
| Élan Radical                                | 0,31 %         | –     |

### Jura
| Statistik             | Statistik        |
| --------------------- | ---------------- |
| Anzahl Sitze          | 60               |
| Letzte Wahl           | 18. Oktober 2020 |
| Legislaturperiode     | 2021–2026        |
| Wahlberechtigte       |                  |
| Abgegebene Wahlzettel |                  |
| Wahlbeteiligung       | 43,85 %          |

| Partei                                           | Prozent (2020) | Sitze |
| ------------------------------------------------ | -------------- | ----- |
| Christlichdemokratische Volkspartei (CVP)        | 24,41 %        | 15    |
| Sozialdemokratische Partei (SP)                  | 20,20 %        | 13    |
| FDP.Die Liberalen (FDP)                          | 13,50 %        | 8     |
| Grüne                                            | 11,48 %        | 7     |
| Schweizerische Volkspartei (SVP) JU1             | 10,94 %        | 7     |
| Christlich-soziale Partei (CSP)                  | 10,30 %        | 6     |
| Grünliberale Partei (glp)                        | 4,50 %         | 2     |
| Combat Socialiste (CS) – Partei der Arbeit (PdA) | 3,65 %         | 2     |
| Evangelische Volkspartei (EVP)                   | 0,55 %         | –     |
| Avenir de Bonheur (AB)                           | 0,45 %         | –     |